# LEX PRO
LEX PRO（レックスプロ）とは、株式会社レックスによって提供される競走馬の共同所有システム（オーナーズクラブ）である。「PRO」はPartnership of Racehorse Ownersの頭文字。マスメディア上では「レックスオーナーズクラブ」と表記される場合もある。

## 概要
中央競馬（JRA）または地方競馬の馬主登録を有する者を対象に、競走馬を分割（中央競馬は1/10、地方競馬は1/20）して販売する仕組みがとられている。満口になるまでは複数口を申し込むことが可能である。募集される競走馬は岡田牧雄（岡田スタッド代表）、錦岡牧場、吉田勝己（ノーザンファーム代表）、吉田千津（社台ファーム代表吉田照哉の夫人）のいずれかが共有代表馬主となり、その名義で（地方競馬では『（株）レックス』名義も含む）レースに出走する。
個人所有馬がいない場合でも、本クラブで1口以上保有することで馬主登録は維持される。

## 主な所有馬
勝ち鞍の太字はGI級競走

### 岡田牧雄名義
- スノードラゴン - 2014年スプリンターズステークス
- リッカルド - 2016年エルムステークス
- シンキングダンサー - 2017年東京ジャンプステークス
- ライジングリーズン - 2017年フェアリーステークス
- ローズプリンスダム - 2018年レパードステークス
- ブローザホーン（2024年日経新春杯、宝塚記念）[4]

### 吉田千津名義
- クイーンズリング - 2015年フィリーズレビュー、2016年府中牝馬ステークス、エリザベス女王杯[5]
- ダンシングプリンス - 2021年カペラステークス、2022年リヤドダートスプリント[6]、2022年JBCスプリント

### 吉田勝己名義
- セイクリッドバレー - 2011年新潟大賞典[7]
- ゴールドドリーム - 2016年ユニコーンステークス、2017年フェブラリーステークス、チャンピオンズカップ、2018年かしわ記念、帝王賞、2019年かしわ記念[8]